# 大島賢三
大島 賢三（おおしま けんぞう、1943年〈昭和18年〉5月14日 - 2021年〈令和3年〉5月29日）は、日本の外交官。
外務省経済協力局局長、国際平和協力本部事務局長、国際連合事務次長（人道問題担当）、オーストラリア駐箚特命全権大使、国際連合政府代表部特命全権大使、国会東京電力福島原子力発電所事故調査委員会委員、原子力規制委員会委員などを歴任した。

## 来歴

### 生い立ち
広島県広島市東区牛田出身。1961年広島大附属高校時代にAFSでアメリカ合衆国に1年間留学。
1965年東京大学在学中サンケイスカラシップで英国留学、1967年、東京大学法学部を中退し、4月、外務省入省。

### 外交官として

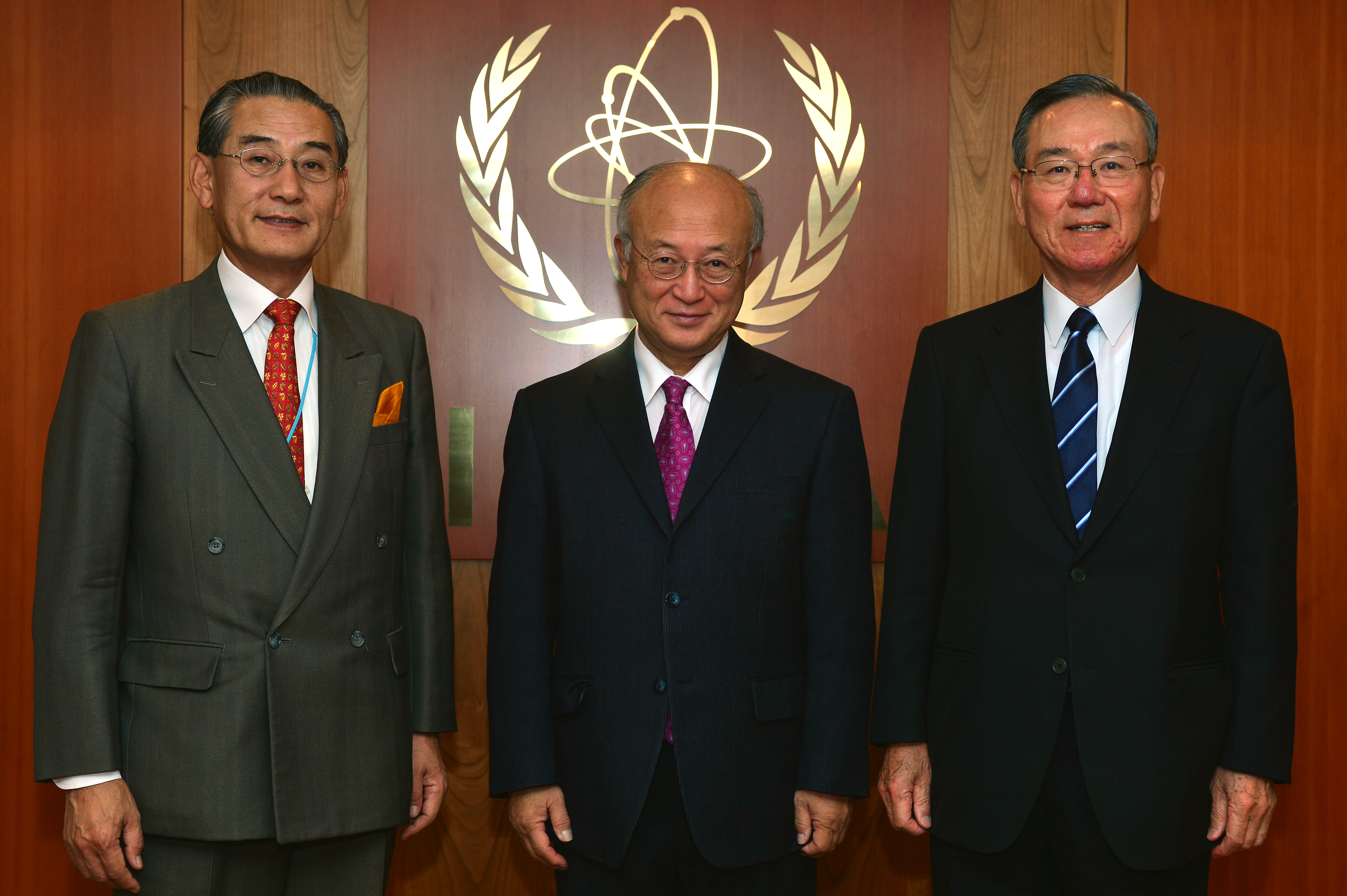
2012年10月24日、在ウィーン国際機関政府代表部特命全権大使小澤俊朗（左）、国際原子力機関事務局長天野之弥（中央）と

フランス語研修、在フランス大使館・在インド大使館・在オーストラリア大使館・在アメリカ大使館勤務などを経て、1990年在アメリカ合衆国日本国大使館公使、1993年8月国際協力事業団総務部長 1995年8月アジア局審議官、国際社会協力部長、1997年経済協力局長、人間の安全保障・科学技術協力・国連改革担当大使を務めた。1999年、総理府の特別の機関である国際平和協力本部にて事務局長に就任し、日本としての平和維持・人道支援プログラムの調整にあたった。2001年中旬、国際連合事務総長のコフィー・アナンにより、国連事務次長（人道問題担当）に任命され、その後、在オーストラリア特命全権大使を2003年9月から2004年12月までの間務めた。
2004年11月、国連大使就任。日本の安保理常任理事国入りを目指し、ドイツなどと共に安保理拡大決議案（G4案）を国連総会に提出したが、米国などの不支持で採決に至らず廃案になった。2006年10月の北朝鮮核実験では、安保理制裁決議採択で各国との調整にあたった。
2007年10月、国際協力機構（JICA）副理事長就任。2011年9月、国際協力機構（JICA）顧問、12月国会福島原子力発電所事故調査委員会委員に就任。この間、広島大学特任教授や放射線被爆者医療国際協力推進協議会(HICARE)理事も務めた。
2012年9月19日から2014年まで、環境省の外局である原子力規制委員会の委員を務めた。。委員退任後も、一般財団法人外務精励会会長、一般社団法人アフリカ協会理事長、広島大学学長特任補佐などを務めた。
2021年5月29日0時20分、急性大動脈解離のため、東京都内の病院で死去。78歳没。

## 人物
広島市出身の大島は二歳の時、自宅で原爆に遭い母親を亡くし自身も被爆者である。そのため、チェルノブイリ原発事故の支援活動に熱心である。国連チェルノブイリ調整官として、報告書「チェルノブイリ原発事故が人体に与えた影響：回復への戦略」（原題：The Human Consequences of the Chernobyl Nuclear Accident:A Strategy for Recovery.）をまとめた。
挫折を繰り返す安保理改革を「まだ終わらぬ」と、安保理拡大決議案の採択を目指し新たな枠組みを模索したが2007年6月、国連大使を退任した。しかし人道調整担当の国連事務次長を務めた経歴から、アフリカの紛争地をよく知り、国連の中でも、緒方貞子、明石康と並び知名度の高い日本人とも言われる。PKOのトップ（事務総長特別代表）などに推す声もあった。

## 同期
外務省入省同期には、竹内行夫（外務次官、最高裁判事）、高野紀元（駐韓大使、外務審議官）、阿南惟茂（駐中国大使）、浅見真（駐コロンビア大使）、西村六善（OECD大使、欧亜局長）、渡辺彬（駐アルジェリア大使）、山崎隆一郎（外務報道官）、阿部知之（官房長）など。

## 略歴
- 1943年 - 広島県広島市にて誕生。
- 1967年 - 東京大学法学部中途退学。
- 1967年 - 外務省入省。
- 1997年 - 外務省経済協力局局長。
- 1999年 - 国際平和協力本部事務局長。
- 2001年 - 国際連合事務次長（人道問題担当）。
- 2003年 - オーストラリア駐箚特命全権大使。
- 2004年 - 国際連合政府代表部特命全権大使。
- 2007年 - 国際協力機構副理事長。
- 2011年 - 国際協力機構顧問。
- 2011年 - 国会東京電力福島原子力発電所事故調査委員会委員。
- 2012年 - 原子力規制委員会委員。
- 2018年 - 瑞宝重光章を受章。